# Politická ekonomie

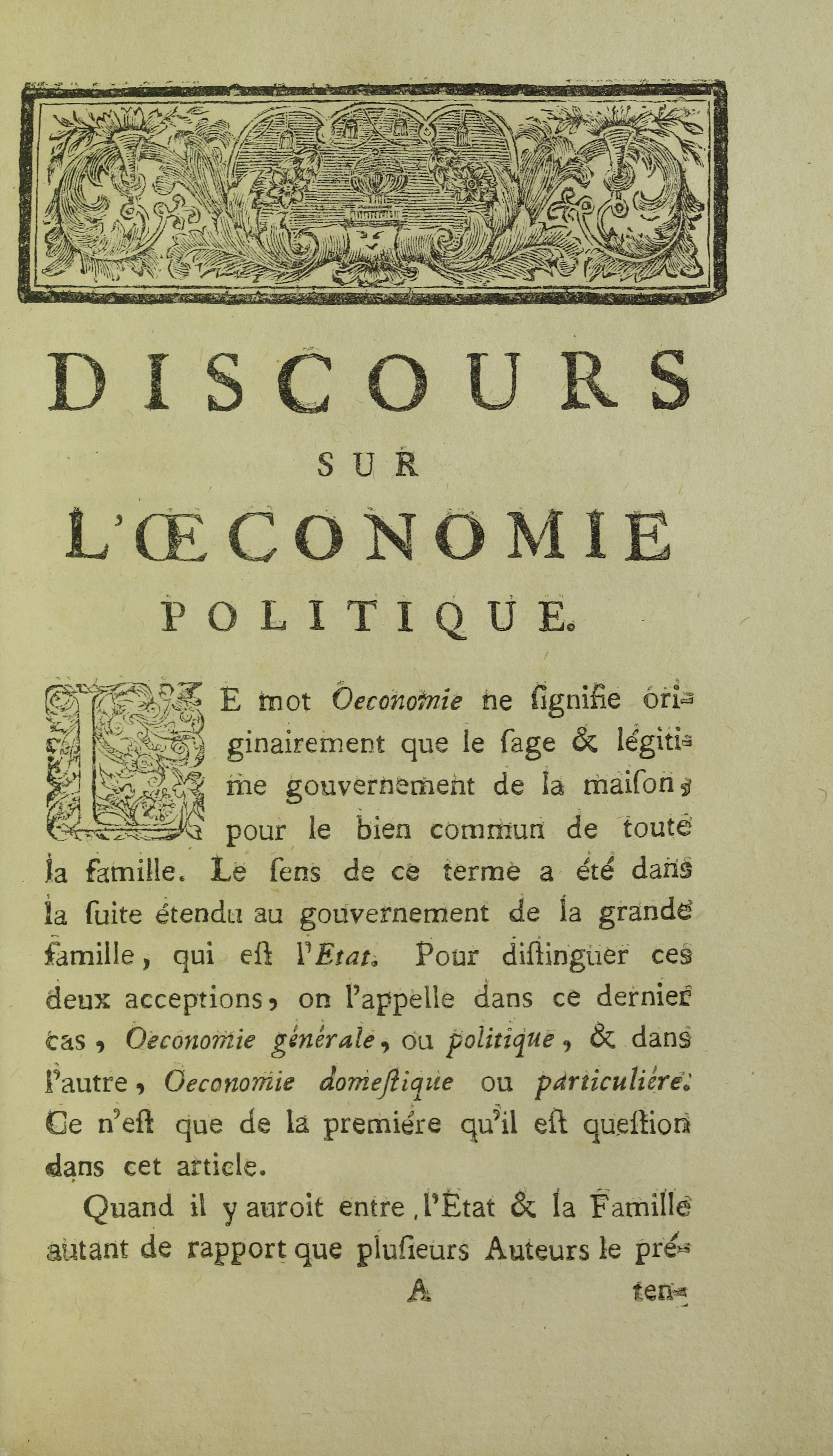
Jean-Jacques Rousseau, Discours sur l'oeconomie politique, 1758

Politická ekonomie je v obecném smyslu mnohoznačný pojem, jehož obsahem jsou především snahy postihnout
významné sociální, politické a ekonomické jevy a jejich vzájemné vztahy metodami různých společenských věd.
Moderní odborná literatura pod pojmem politická ekonomie rozumí analýzu interakcí mezi politickým prostředím a ekonomickým systémem.
V užším smyslu se jedná o částečně zaniklou vědní disciplínu, jejímiž hlavními představiteli byli klasičtí ekonomové 18. a 19. století, kteří zkoumali rozhodování mezi alternativním využitím nedostatkových zdrojů prostřednictvím trhu a politické moci.
Politická ekonomie v jejich pojetí byla věda, která zkoumá, co má stát dělat, aby bohatl.
Slovo "politická" se od ekonomie oddělilo na přelomu 19. a 20. století v důsledku
marginalistické revoluce a nástupu školy neoklasické ekonomie.
Politická ekonomie se tak rozdělila na dvě samostatné vědy – ekonomii a politické vědy.
Disciplína však nezanikla úplně. V rámci tzv. moderní politické ekonomie se utvořily nové proudy snažící se studium vztahu
politiky a ekonomiky zachovat. Jedná se např. o neoklasický institucionalismus,
školu veřejné volby, novou politickou ekonomii
nebo mezinárodní politickou ekonomii zabývající se vzájemnou podmíněností politických
a ekonomických jevů v mezinárodním prostředí.

## Historie a etymologie
Původně politická ekonomie znamenala studium podmínek, za kterých byla organizována produkce nebo spotřeba
v rámci národních států. Tímto způsobem politická ekonomie rozšířila důraz na ekonomii.
Slovo ekonomie je odvozeno z řeckého oikos („domácnost“) a nomos („zákon“ nebo „pořádek“);
politická ekonomie tedy zamýšlela formulovat zákony produkce a bohatství na úrovni státu, právě tak jako ekonomie
řešila hospodaření domácnosti. Termín politická ekonomie (francouzsky économie politique) se poprvé objevil
ve Francii v roce 1615 s vydáním knihy Traité de l’economie politique (Pojednání o politické ekonomii)
Antoinea de Montchrétien.
Francouzští fyziokraté, Adam Smith, David Ricardo a německý filozof a sociální teoretik
Karl Marx byli nejvýznamnějšími představiteli politické ekonomie.
Světově první profesura v politické ekonomii byla založena roku 1754 na University of Naples Federico II v Itálii
(později hlavní město Neapolského království); neapolský filozof Antonio Genovesi
byl prvním stálým profesorem; roku 1763 byl Joseph von Sonnenfels jmenován vedoucím Katedry politické ekonomie
na Vídeňské univerzitě v Rakousku. Roku 1805, se Thomas Malthus stal prvním profesorem
politické ekonomie v Anglii, na East India Company College v Haileybury, Hertfordshire.
Ve Spojených státech byla politická ekonomie poprvé vyučována na College of William & Mary; kde se roku 1784 stalo
Bohatství národů Adama Smithe povinnou četbou.
University of Glasgow, kde byl Adam Smith profesorem logiky a morální filozofie, změnila v akademickém roce 1997–1998 jméno své Katedry politické ekonomie
na Katedru ekonomie (údajně aby nemátlo budoucí studenty), čímž se absolventský ročník 1998
stal posledním, který promoval se skotským titulem Master of Arts z Politické Ekonomie.

## Pohled na média
Teorií politické ekonomie s dopadem na mediální produkci se zabýval Michael Schudson, Petr Golding a Graham Murdock.